# Grand Prix de Plouay féminin 2010
La 12e édition du Grand Prix de Plouay féminin a eu lieu le 21 août 2010. Il s'agit de la dernière manche de la Coupe du monde de cyclisme sur route féminine. Elle est remportée par la Britannique Emma Pooley.

## Équipes
| Équipes féminines professionnelles (16)- Bizkaia-Durango - Cervélo TestTeam - ESGL 93-GSD Gestion - Fenixs-Petrogradets - Hitec Products - HTC-Columbia Women - Lotto Ladies - MTN - Nederland Bloeit - Red Sun Cycling Team - Safi-Pasta Zara - SC Michela Fanini Record Rox - Top Girls Fassa Bortolo-Ghezzi - Vaiano-Tepso-Solaristech - Valdarno - Vienne Futuroscope Équipes nationales (5)- Canada - Espagne - France - Grande-Bretagne - Pays-Bas |
| |

## Parcours
La course effectue six tours d'un circuit long de 19,1 km.

## Favorites
La vainqueur sortante Emma Pooley est une des principales favorites, tout comme sa coéquipière Claudia Häusler. La formation HTC-Columbia est au départ avec Judith Arndt et Noemi Cantele. Il faut également compter sur Marianne Vos, leader de la Coupe du monde, et ses coéquipières Annemiek van Vleuten et Loes Gunnewijk. Emma Johansson, Grace Verbeke, Nicole Cooke et Tatiana Guderzo sont également prétendantes à la victoire.

## Récit de la course

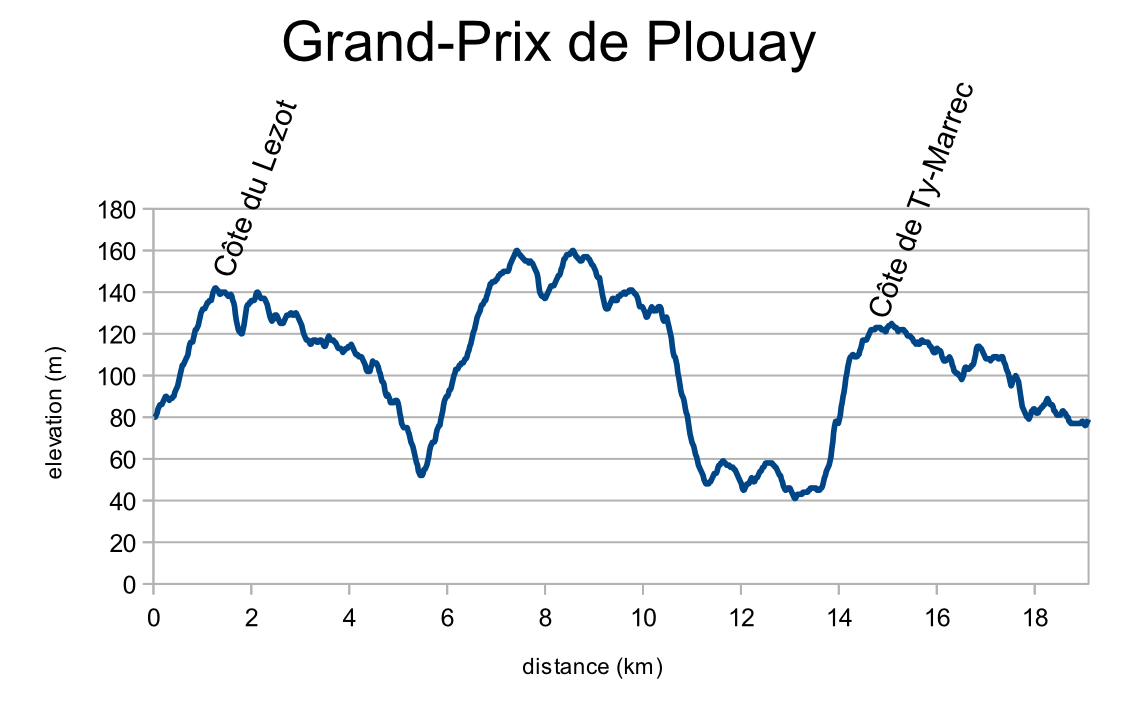
Profil du parcours

La course est la dernière manche de la Coupe du monde qui est menée par Marianne Vos. Emma Johansson peut encore s'imposer dans cette compétition. L'équipe Cervélo TestTeam envoie Lizzie Armitstead à l'attaque dans première moitié de course. Quelque temps seule et espérant le renfort d'autres équipes, elle est finalement rejointe par sa coéquipière Sharon Laws. Ce mouvement oblige les autres équipes à réagir. Judith Arndt attaque et est suivie par les autres favorites Marianne Vos, Emma Johansson et Emma Pooley. Dans l'avant-dernière côte, Emma Pooley accélère mais est reprise par Marianne Vos. La Britannique renouvelle son attaque dans la côte de Ty Marrec et creuse immédiatement une écart sur ces poursuivantes. Elle s'impose donc en solitaire. Derrière, Marianne Vos remporte le sprint contre Emma Johansson et Judith Arndt. Le podium est identique à celui de l'année précédente.

## Classements

### Classement final
| \| Classement général \| Classement général \| Classement général \| Classement général \| Classement général \| \| Coureuse \| Coureuse \| Pays \| Équipe \| Temps \| \| ------------------ \| ------------------ \| ------------------ \| -------------------- \| ------------------ \| \| 1re \| Emma Pooley \| Royaume-Uni \| Cervélo TestTeam \| 3 h 12 min 37 s \| \| 2e \| Marianne Vos \| Pays-Bas \| Nederland Bloeit \| + 1 min 14 s \| \| 3e \| Emma Johansson \| Suède \| Red Sun Cycling Team \| + 1 min 14 s \| \| 4e \| Judith Arndt \| Allemagne \| HTC-Columbia Women \| + 1 min 14 s \| \| 5e \| Evelyn Stevens \| États-Unis \| HTC-Columbia Women \| + 2 min 35 s \| \| 6e \| Charlotte Becker \| Allemagne \| Cervélo TestTeam \| + 3 min 33 s \| \| 7e \| Natalja Bojarskaja \| Russie \| Fenixs-Petrogradets \| + 3 min 37 s \| \| 8e \| Erinne Willock \| Canada \| Canada \| + 5 min 49 s \| \| 9e \| Olga Zabelinskaïa \| Russie \| Safi-Pasta Zara \| + 5 min 49 s \| \| 10e \| Rasa Leleivytė \| Lituanie \| Safi-Pasta Zara \| + 5 min 57 s \| |                    |             |                      |                 |
| |                    |             |                      |                 |
| Source : Cycling Quotient |                    |             |                      |                 |
| Classement général |                    |             |                      |                 |
| Coureuse | Coureuse           | Pays        | Équipe               | Temps           |
| 1re | Emma Pooley        | Royaume-Uni | Cervélo TestTeam     | 3 h 12 min 37 s |
| 2e | Marianne Vos       | Pays-Bas    | Nederland Bloeit     | + 1 min 14 s    |
| 3e | Emma Johansson     | Suède       | Red Sun Cycling Team | + 1 min 14 s    |
| 4e | Judith Arndt       | Allemagne   | HTC-Columbia Women   | + 1 min 14 s    |
| 5e | Evelyn Stevens     | États-Unis  | HTC-Columbia Women   | + 2 min 35 s    |
| 6e | Charlotte Becker   | Allemagne   | Cervélo TestTeam     | + 3 min 33 s    |
| 7e | Natalja Bojarskaja | Russie      | Fenixs-Petrogradets  | + 3 min 37 s    |
| 8e | Erinne Willock     | Canada      | Canada               | + 5 min 49 s    |
| 9e | Olga Zabelinskaïa  | Russie      | Safi-Pasta Zara      | + 5 min 49 s    |
| 10e | Rasa Leleivytė     | Lituanie    | Safi-Pasta Zara      | + 5 min 57 s    |

### Points attribués
| Position           | 1er | 2e | 3e | 4e | 5e | 6e | 7e | 8e | 9e | 10e | 11e | 12e | 13e | 14e | 15e |
| Classement général | 100 | 70 | 40 | 30 | 25 | 20 | 15 | 10 | 9  | 8   | 7   | 6   | 5   | 4   | 3   |

## Liste des participantes
| Légende | Légende                                                                    | Légende | Légende                                                    |
| ------- | -------------------------------------------------------------------------- | ------- | ---------------------------------------------------------- |
| Num     | Dossard de départ porté par le coureur sur ce Grand Prix de Plouay         | Pos     | Position à l'arrivée de la course                          |
|         | Indique un maillot de champion national ou mondial, suivi de sa spécialité | NP      | Indique un coureur qui n'a pas pris le départ de la course |
| AB      | Indique un coureur qui n'a pas terminé la course                           | HD      | Indique un coureur qui a terminé la course hors des délais |

| Cervélo TestTeam CWT | Cervélo TestTeam CWT           | Cervélo TestTeam CWT |
| -------------------- | ------------------------------ | -------------------- |
| Num                  | Coureuse                       | Pos                  |
| 1                    | Emma Pooley (GBR) (route)      | 1re                  |
| 2                    | Charlotte Becker (GER) (route) | 6e                   |
| 3                    | Iris Slappendel (NED)          | 35e                  |
| 4                    | Sharon Laws (GBR)              | 47e                  |
| 5                    | Lizzie Armitstead (GBR)        | 49e                  |
| 6                    | Claudia Häusler (GER)          | HD                   |

| HTC-Columbia Women TCW | HTC-Columbia Women TCW  | HTC-Columbia Women TCW |
| ---------------------- | ----------------------- | ---------------------- |
| Num                    | Coureuse                | Pos                    |
| 11                     | Noemi Cantele (ITA)     | 50e                    |
| 12                     | Judith Arndt (GER)      | 4e                     |
| 13                     | Adrie Visser (NED)      | 21e                    |
| 14                     | Evelyn Stevens (USA)    | 5e                     |
| 15                     | Kimberly Anderson (USA) | HD                     |
| 16                     | Luise Keller (GER)      | HD                     |

| Top Girls Fassa Bortolo-Ghezzi TOG | Top Girls Fassa Bortolo-Ghezzi TOG | Top Girls Fassa Bortolo-Ghezzi TOG |
| ---------------------------------- | ---------------------------------- | ---------------------------------- |
| Num                                | Coureuse                           | Pos                                |
| 21                                 | Elena Berlato (ITA)                | 44e                                |
| 22                                 | Sigrid Corneo (SLO)                | 45e                                |
| 23                                 | Valentina Carretta (ITA)           | AB                                 |
| 24                                 | Jennifer Fiori (ITA)               | AB                                 |
| 25                                 | Gloria Presti (ITA)                | AB                                 |
| 26                                 | Serena Danesi (ITA)                | AB                                 |

| Grande-Bretagne GBR | Grande-Bretagne GBR       | Grande-Bretagne GBR |
| ------------------- | ------------------------- | ------------------- |
| Num                 | Coureuse                  | Pos                 |
| 31                  | Catherine Hare Willianson | 19e                 |
| 32                  | Katie Colclough           | 32e                 |
| 33                  | Nicole Cooke              | AB                  |
| 34                  | Lucy Martin               | AB                  |
| 35                  | Emma Trott                | AB                  |
| 36                  | Nikki Brammeier           | AB                  |

| Lotto Ladies LLT | Lotto Ladies LLT          | Lotto Ladies LLT |
| ---------------- | ------------------------- | ---------------- |
| Num              | Coureuse                  | Pos              |
| 41               | Grace Verbeke (BEL)       | 23e              |
| 42               | Sofie De Vuyst (BEL)      | 29e              |
| 43               | Vicki Whitelaw (AUS)      | 36e              |
| 44               | Ashleigh Moolman (RSA)    | 40e              |
| 45               | Veronica Andrèasson (SWE) | HD               |
| 46               | Kim Schoonbaert (BEL)     | AB               |

| Red Sun Cycling Team RSC | Red Sun Cycling Team RSC     | Red Sun Cycling Team RSC |
| ------------------------ | ---------------------------- | ------------------------ |
| Num                      | Coureuse                     | Pos                      |
| 51                       | Emma Johansson (SWE) (route) | 3e                       |
| 52                       | Ludivine Henrion (BEL)       | 51e                      |
| 53                       | Petra Dijkman (NED)          | 54e                      |
| 54                       | Mascha Pijnenborg (NED)      | HD                       |
| 55                       | Laure Werner (BEL)           | HD                       |
| 56                       | Emma Silversides (GBR)       | AB                       |

| ESGL 93-GSD Gestion ESG | ESGL 93-GSD Gestion ESG | ESGL 93-GSD Gestion ESG |
| ----------------------- | ----------------------- | ----------------------- |
| Num                     | Coureuse                | Pos                     |
| 61                      | Sophie Creux (FRA)      | 15e                     |
| 62                      | Béatrice Thomas (FRA)   | 41e                     |
| 63                      | Mélodie Lesueur (FRA)   | HD                      |
| 64                      | Christine Majerus (LUX) | HD                      |
| 65                      | Eugénie Mermillod (FRA) | AB                      |
| 66                      | Élodie Hegoburu (FRA)   | AB                      |

| Vienne Futuroscope FUT | Vienne Futuroscope FUT         | Vienne Futuroscope FUT |
| ---------------------- | ------------------------------ | ---------------------- |
| Num                    | Coureuse                       | Pos                    |
| 71                     | Christel Ferrier-Bruneau (FRA) | 13e                    |
| 72                     | Julie Beveridge (CAN)          | HD                     |
| 73                     | Karol-Ann Canuel (CAN)         | HD                     |
| 74                     | Emmanuelle Merlot (FRA)        | HD                     |
| 75                     | Audrey Cordon (FRA)            | AB                     |
| 76                     | Pascale Jeuland (FRA)          | AB                     |

| Bizkaia-Durango BPD | Bizkaia-Durango BPD           | Bizkaia-Durango BPD |
| ------------------- | ----------------------------- | ------------------- |
| Num                 | Coureuse                      | Pos                 |
| 81                  | Polona Batagelj (SLO) (route) | 52e                 |
| 82                  | Cristina Alcalde (ESP)        | 55e                 |
| 83                  | Ana Garcia (ESP)              | HD                  |
| 84                  | Dorleta Zorrilla (ESP)        | AB                  |
| 85                  | Ariadna Tudel Cuberes (AND)   | AB                  |

| Safi-Pasta Zara SAF | Safi-Pasta Zara SAF     | Safi-Pasta Zara SAF |
| ------------------- | ----------------------- | ------------------- |
| Num                 | Coureuse                | Pos                 |
| 91                  | Olga Zabelinskaïa (RUS) | 9e                  |
| 92                  | Rasa Leleivytė (LTU)    | 10e                 |
| 93                  | Sylwia Kapusta (POL)    | 25e                 |
| 94                  | Oxana Kozonchuk (RUS)   | 27e                 |
| 95                  | Eleonora Patuzzo (ITA)  | 48e                 |
| 96                  | Inga Čilvinaitė (LTU)   | HD                  |

| Nederland Bloeit ARC | Nederland Bloeit ARC       | Nederland Bloeit ARC |
| -------------------- | -------------------------- | -------------------- |
| Num                  | Coureuse                   | Pos                  |
| 101                  | Annemiek van Vleuten (NED) | 22e                  |
| 102                  | Liesbet De Vocht (BEL)     | AB                   |
| 103                  | Noortje Tabak (NED)        | 33e                  |
| 104                  | Loes Gunnewijk (NED)       | AB                   |
| 105                  | Janneke Busser Kanis (NED) | AB                   |
| 106                  | Marianne Vos (NED)         | 2e                   |

| Fenixs-Petrogradets FEN | Fenixs-Petrogradets FEN    | Fenixs-Petrogradets FEN |
| ----------------------- | -------------------------- | ----------------------- |
| Num                     | Coureuse                   | Pos                     |
| 111                     | Svetlana Boubnenkova (RUS) | 20e                     |
| 112                     | Karin Aune (SWE)           | HD                      |
| 113                     | Marta Bastianelli (ITA)    | HD                      |
| 114                     | Natalja Bojarskaja (RUS)   | 7e                      |
| 115                     | Suzie Godart (LUX)         | AB                      |

| Hitec Products-UCK HPU | Hitec Products-UCK HPU            | Hitec Products-UCK HPU |
| ---------------------- | --------------------------------- | ---------------------- |
| Num                    | Coureuse                          | Pos                    |
| 121                    | Sara Mustonen (SWE)               | 31e                    |
| 122                    | Lise Hafsø Nøstvold (NOR) (route) | 34e                    |
| 123                    | Frøydis Meen Wærsted (NOR)        | 46e                    |
| 124                    | Line Margareta Foss (NOR)         | AB                     |
| 125                    | Lisa Brennauer (GER)              | AB                     |
| 126                    | Jacqueline Hahn (AUT)             | AB                     |

| SC Michela Fanini Record Rox MIC | SC Michela Fanini Record Rox MIC | SC Michela Fanini Record Rox MIC |
| -------------------------------- | -------------------------------- | -------------------------------- |
| Num                              | Coureuse                         | Pos                              |
| 131                              | Grete Treier (EST) (route)       | 17e                              |
| 132                              | Edwige Pitel (FRA)               | 28e                              |
| 133                              | Nina Ovcharenko (UKR) (route)    | 42e                              |
| 134                              | Martina Růžičková (CZE)          | AB                               |
| 135                              | Emma Kristine Skjerstad (NOR)    | AB                               |
| 136                              | Giulia Lazzerini (ITA)           | AB                               |

| Pays-Bas NED | Pays-Bas NED        | Pays-Bas NED |
| ------------ | ------------------- | ------------ |
| Num          | Coureuse            | Pos          |
| 141          | Chantal Blaak       | 11e          |
| 142          | Martine Bras        | 12e          |
| 143          | Andrea Bosman       | 14e          |
| 144          | Lucinda Brand       | 16e          |
| 145          | Irene van den Broek | 39e          |
| 146          | Amy Pieters         | AB           |

| Valdarno VAD | Valdarno VAD             | Valdarno VAD |
| ------------ | ------------------------ | ------------ |
| Num          | Coureuse                 | Pos          |
| 151          | Yevheniya Vysotska (UKR) | 38e          |
| 152          | Laura Bozzolo (ITA)      | HD           |
| 153          | Monia Baccaille (ITA)    | AB           |
| 154          | Chiara Bortolus (ITA)    | AB           |

| France FRA | France FRA         | France FRA |
| ---------- | ------------------ | ---------- |
| Num        | Coureuse           | Pos        |
| 161        | Émilie Blanquefort | 43e        |
| 162        | Aude Biannic       | 53e        |
| 163        | Amélie Rivat       | AB         |
| 164        | Marion Azam        | HD         |
| 165        | Ludivine Loze      | HD         |
| 165        | Aurore Verhoeven   | AB         |

| MTN MTW | MTN MTW                       | MTN MTW |
| ------- | ----------------------------- | ------- |
| Num     | Coureuse                      | Pos     |
| 171     | Carla Swart (RSA)             | 24e     |
| 172     | Robyn de Groot (RSA)          | 30e     |
| 173     | Cherise Willeit (RSA) (route) | 37e     |
| 174     | Marissa van der Merwe (RSA)   | HD      |
| 175     | Lylanie Lauwrens (RSA)        | HD      |

| Vaiano Solaristech VAI | Vaiano Solaristech VAI | Vaiano Solaristech VAI |
| ---------------------- | ---------------------- | ---------------------- |
| Num                    | Coureuse               | Pos                    |
| 191                    | Kataržina Sosna (LTU)  | HD                     |
| 192                    | Simona Frapporti (ITA) | AB                     |
| 193                    | Simona Martini (ITA)   | AB                     |
| 194                    | Irene Falorni (ITA)    | AB                     |
| 195                    | Corinna Mari (ITA)     | AB                     |
| 196                    | Chiara Vanni (ITA)     | AB                     |

| Espagne ESP | Espagne ESP     | Espagne ESP |
| ----------- | --------------- | ----------- |
| Num         | Coureuse        | Pos         |
| 201         | Belén López     | 26e         |
| 202         | Rosa Bravo      | HD          |
| 203         | Ane Santesteban | HD          |
| 204         | Mireia Epelde   | AB          |
| 205         | Leticia Gil     | AB          |
| 206         | Lucía González  | AB          |

| Canada CAN | Canada CAN             | Canada CAN |
| ---------- | ---------------------- | ---------- |
| Num        | Coureuse               | Pos        |
| 211        | Erinne Willock         | 8e         |
| 212        | Anne Samplonius        | 18e        |
| 213        | Joëlle Numainville     | HD         |
| 214        | Denise Ramsden         | HD         |
| 215        | Leah Guloien           | HD         |
| 216        | Heather Logan-Sprenger | HD         |

| Cervélo TestTeam CWT | Cervélo TestTeam CWT           | Cervélo TestTeam CWT |
| -------------------- | ------------------------------ | -------------------- |
| Num                  | Coureuse                       | Pos                  |
| 1                    | Emma Pooley (GBR) (route)      | 1re                  |
| 2                    | Charlotte Becker (GER) (route) | 6e                   |
| 3                    | Iris Slappendel (NED)          | 35e                  |
| 4                    | Sharon Laws (GBR)              | 47e                  |
| 5                    | Lizzie Armitstead (GBR)        | 49e                  |
| 6                    | Claudia Häusler (GER)          | HD                   |

| HTC-Columbia Women TCW | HTC-Columbia Women TCW  | HTC-Columbia Women TCW |
| ---------------------- | ----------------------- | ---------------------- |
| Num                    | Coureuse                | Pos                    |
| 11                     | Noemi Cantele (ITA)     | 50e                    |
| 12                     | Judith Arndt (GER)      | 4e                     |
| 13                     | Adrie Visser (NED)      | 21e                    |
| 14                     | Evelyn Stevens (USA)    | 5e                     |
| 15                     | Kimberly Anderson (USA) | HD                     |
| 16                     | Luise Keller (GER)      | HD                     |

| Top Girls Fassa Bortolo-Ghezzi TOG | Top Girls Fassa Bortolo-Ghezzi TOG | Top Girls Fassa Bortolo-Ghezzi TOG |
| ---------------------------------- | ---------------------------------- | ---------------------------------- |
| Num                                | Coureuse                           | Pos                                |
| 21                                 | Elena Berlato (ITA)                | 44e                                |
| 22                                 | Sigrid Corneo (SLO)                | 45e                                |
| 23                                 | Valentina Carretta (ITA)           | AB                                 |
| 24                                 | Jennifer Fiori (ITA)               | AB                                 |
| 25                                 | Gloria Presti (ITA)                | AB                                 |
| 26                                 | Serena Danesi (ITA)                | AB                                 |

| Grande-Bretagne GBR | Grande-Bretagne GBR       | Grande-Bretagne GBR |
| ------------------- | ------------------------- | ------------------- |
| Num                 | Coureuse                  | Pos                 |
| 31                  | Catherine Hare Willianson | 19e                 |
| 32                  | Katie Colclough           | 32e                 |
| 33                  | Nicole Cooke              | AB                  |
| 34                  | Lucy Martin               | AB                  |
| 35                  | Emma Trott                | AB                  |
| 36                  | Nikki Brammeier           | AB                  |

| Lotto Ladies LLT | Lotto Ladies LLT          | Lotto Ladies LLT |
| ---------------- | ------------------------- | ---------------- |
| Num              | Coureuse                  | Pos              |
| 41               | Grace Verbeke (BEL)       | 23e              |
| 42               | Sofie De Vuyst (BEL)      | 29e              |
| 43               | Vicki Whitelaw (AUS)      | 36e              |
| 44               | Ashleigh Moolman (RSA)    | 40e              |
| 45               | Veronica Andrèasson (SWE) | HD               |
| 46               | Kim Schoonbaert (BEL)     | AB               |

| Red Sun Cycling Team RSC | Red Sun Cycling Team RSC     | Red Sun Cycling Team RSC |
| ------------------------ | ---------------------------- | ------------------------ |
| Num                      | Coureuse                     | Pos                      |
| 51                       | Emma Johansson (SWE) (route) | 3e                       |
| 52                       | Ludivine Henrion (BEL)       | 51e                      |
| 53                       | Petra Dijkman (NED)          | 54e                      |
| 54                       | Mascha Pijnenborg (NED)      | HD                       |
| 55                       | Laure Werner (BEL)           | HD                       |
| 56                       | Emma Silversides (GBR)       | AB                       |

| ESGL 93-GSD Gestion ESG | ESGL 93-GSD Gestion ESG | ESGL 93-GSD Gestion ESG |
| ----------------------- | ----------------------- | ----------------------- |
| Num                     | Coureuse                | Pos                     |
| 61                      | Sophie Creux (FRA)      | 15e                     |
| 62                      | Béatrice Thomas (FRA)   | 41e                     |
| 63                      | Mélodie Lesueur (FRA)   | HD                      |
| 64                      | Christine Majerus (LUX) | HD                      |
| 65                      | Eugénie Mermillod (FRA) | AB                      |
| 66                      | Élodie Hegoburu (FRA)   | AB                      |

| Vienne Futuroscope FUT | Vienne Futuroscope FUT         | Vienne Futuroscope FUT |
| ---------------------- | ------------------------------ | ---------------------- |
| Num                    | Coureuse                       | Pos                    |
| 71                     | Christel Ferrier-Bruneau (FRA) | 13e                    |
| 72                     | Julie Beveridge (CAN)          | HD                     |
| 73                     | Karol-Ann Canuel (CAN)         | HD                     |
| 74                     | Emmanuelle Merlot (FRA)        | HD                     |
| 75                     | Audrey Cordon (FRA)            | AB                     |
| 76                     | Pascale Jeuland (FRA)          | AB                     |

| Bizkaia-Durango BPD | Bizkaia-Durango BPD           | Bizkaia-Durango BPD |
| ------------------- | ----------------------------- | ------------------- |
| Num                 | Coureuse                      | Pos                 |
| 81                  | Polona Batagelj (SLO) (route) | 52e                 |
| 82                  | Cristina Alcalde (ESP)        | 55e                 |
| 83                  | Ana Garcia (ESP)              | HD                  |
| 84                  | Dorleta Zorrilla (ESP)        | AB                  |
| 85                  | Ariadna Tudel Cuberes (AND)   | AB                  |

| Safi-Pasta Zara SAF | Safi-Pasta Zara SAF     | Safi-Pasta Zara SAF |
| ------------------- | ----------------------- | ------------------- |
| Num                 | Coureuse                | Pos                 |
| 91                  | Olga Zabelinskaïa (RUS) | 9e                  |
| 92                  | Rasa Leleivytė (LTU)    | 10e                 |
| 93                  | Sylwia Kapusta (POL)    | 25e                 |
| 94                  | Oxana Kozonchuk (RUS)   | 27e                 |
| 95                  | Eleonora Patuzzo (ITA)  | 48e                 |
| 96                  | Inga Čilvinaitė (LTU)   | HD                  |

| Nederland Bloeit ARC | Nederland Bloeit ARC       | Nederland Bloeit ARC |
| -------------------- | -------------------------- | -------------------- |
| Num                  | Coureuse                   | Pos                  |
| 101                  | Annemiek van Vleuten (NED) | 22e                  |
| 102                  | Liesbet De Vocht (BEL)     | AB                   |
| 103                  | Noortje Tabak (NED)        | 33e                  |
| 104                  | Loes Gunnewijk (NED)       | AB                   |
| 105                  | Janneke Busser Kanis (NED) | AB                   |
| 106                  | Marianne Vos (NED)         | 2e                   |

| Fenixs-Petrogradets FEN | Fenixs-Petrogradets FEN    | Fenixs-Petrogradets FEN |
| ----------------------- | -------------------------- | ----------------------- |
| Num                     | Coureuse                   | Pos                     |
| 111                     | Svetlana Boubnenkova (RUS) | 20e                     |
| 112                     | Karin Aune (SWE)           | HD                      |
| 113                     | Marta Bastianelli (ITA)    | HD                      |
| 114                     | Natalja Bojarskaja (RUS)   | 7e                      |
| 115                     | Suzie Godart (LUX)         | AB                      |

| Hitec Products-UCK HPU | Hitec Products-UCK HPU            | Hitec Products-UCK HPU |
| ---------------------- | --------------------------------- | ---------------------- |
| Num                    | Coureuse                          | Pos                    |
| 121                    | Sara Mustonen (SWE)               | 31e                    |
| 122                    | Lise Hafsø Nøstvold (NOR) (route) | 34e                    |
| 123                    | Frøydis Meen Wærsted (NOR)        | 46e                    |
| 124                    | Line Margareta Foss (NOR)         | AB                     |
| 125                    | Lisa Brennauer (GER)              | AB                     |
| 126                    | Jacqueline Hahn (AUT)             | AB                     |

| SC Michela Fanini Record Rox MIC | SC Michela Fanini Record Rox MIC | SC Michela Fanini Record Rox MIC |
| -------------------------------- | -------------------------------- | -------------------------------- |
| Num                              | Coureuse                         | Pos                              |
| 131                              | Grete Treier (EST) (route)       | 17e                              |
| 132                              | Edwige Pitel (FRA)               | 28e                              |
| 133                              | Nina Ovcharenko (UKR) (route)    | 42e                              |
| 134                              | Martina Růžičková (CZE)          | AB                               |
| 135                              | Emma Kristine Skjerstad (NOR)    | AB                               |
| 136                              | Giulia Lazzerini (ITA)           | AB                               |

| Pays-Bas NED | Pays-Bas NED        | Pays-Bas NED |
| ------------ | ------------------- | ------------ |
| Num          | Coureuse            | Pos          |
| 141          | Chantal Blaak       | 11e          |
| 142          | Martine Bras        | 12e          |
| 143          | Andrea Bosman       | 14e          |
| 144          | Lucinda Brand       | 16e          |
| 145          | Irene van den Broek | 39e          |
| 146          | Amy Pieters         | AB           |

| Valdarno VAD | Valdarno VAD             | Valdarno VAD |
| ------------ | ------------------------ | ------------ |
| Num          | Coureuse                 | Pos          |
| 151          | Yevheniya Vysotska (UKR) | 38e          |
| 152          | Laura Bozzolo (ITA)      | HD           |
| 153          | Monia Baccaille (ITA)    | AB           |
| 154          | Chiara Bortolus (ITA)    | AB           |

| France FRA | France FRA         | France FRA |
| ---------- | ------------------ | ---------- |
| Num        | Coureuse           | Pos        |
| 161        | Émilie Blanquefort | 43e        |
| 162        | Aude Biannic       | 53e        |
| 163        | Amélie Rivat       | AB         |
| 164        | Marion Azam        | HD         |
| 165        | Ludivine Loze      | HD         |
| 165        | Aurore Verhoeven   | AB         |

| MTN MTW | MTN MTW                       | MTN MTW |
| ------- | ----------------------------- | ------- |
| Num     | Coureuse                      | Pos     |
| 171     | Carla Swart (RSA)             | 24e     |
| 172     | Robyn de Groot (RSA)          | 30e     |
| 173     | Cherise Willeit (RSA) (route) | 37e     |
| 174     | Marissa van der Merwe (RSA)   | HD      |
| 175     | Lylanie Lauwrens (RSA)        | HD      |

| Vaiano Solaristech VAI | Vaiano Solaristech VAI | Vaiano Solaristech VAI |
| ---------------------- | ---------------------- | ---------------------- |
| Num                    | Coureuse               | Pos                    |
| 191                    | Kataržina Sosna (LTU)  | HD                     |
| 192                    | Simona Frapporti (ITA) | AB                     |
| 193                    | Simona Martini (ITA)   | AB                     |
| 194                    | Irene Falorni (ITA)    | AB                     |
| 195                    | Corinna Mari (ITA)     | AB                     |
| 196                    | Chiara Vanni (ITA)     | AB                     |

| Espagne ESP | Espagne ESP     | Espagne ESP |
| ----------- | --------------- | ----------- |
| Num         | Coureuse        | Pos         |
| 201         | Belén López     | 26e         |
| 202         | Rosa Bravo      | HD          |
| 203         | Ane Santesteban | HD          |
| 204         | Mireia Epelde   | AB          |
| 205         | Leticia Gil     | AB          |
| 206         | Lucía González  | AB          |

| Canada CAN | Canada CAN             | Canada CAN |
| ---------- | ---------------------- | ---------- |
| Num        | Coureuse               | Pos        |
| 211        | Erinne Willock         | 8e         |
| 212        | Anne Samplonius        | 18e        |
| 213        | Joëlle Numainville     | HD         |
| 214        | Denise Ramsden         | HD         |
| 215        | Leah Guloien           | HD         |
| 216        | Heather Logan-Sprenger | HD         |

Les dossards sont inconnus.